# Martin Knutzen
Andreas Martin Knutzen (Drammen, 24 mei 1863 – Oslo, 9 december 1909) was een Noors pianist.
Hij werd geboren in een bakkersfamilie. Een muzikale carrière zat er eigenlijk niet in voor hem maar zijn zuster Emilie gaf de beslissende zet. Hij kreeg pianolessen van Christian Cappelen en later van componiste/pianiste Agathe Backer-Grøndahl. Deze laatste gaf zelf nogal veel concerten en Knutzen trad op 29 mei 1884 samen met haar op. Hij concerteerde ook met haar in stukken voor twee piano’s. Hij wilde echter zijn vleugels uitslaan en ging in Berlijn studeren bij Karl Heinrich Barth. In juli 1887 gaf hij een uitvoering van Beethovens Vijfde pianoconcert onder leiding van Joseph Joachim. Met dit werk trad hij in oktober 1887 op in Oslo, maar dan onder leiding van Iver Holter. Knutzen kreeg vervolgens een beurs om te gaan studeren in Wenen bij Theodor Leschetizky. Hij kreeg toen ook een docentschap aangeboden aan het Conservatorium in Riga, maar Knutzen vond zichzelf daar nog niet geschikt voor. In de jaren 90 van de 19e eeuw kwam zijn loopbaan in een stroomversnelling. Die werd mede veroorzaakt door de populariteit van de muziek van Edward Grieg en Christian Sinding in het (Noorse) buitenland. Er volgden optredens in Kopenhagen, Stockholm (met Griegs Pianoconcert), Leipzig, Londen en Parijs.
Knutzen gaf zelf ook les. Karl Nissen, Birger Hammer en Nils Larsen zijn leerlingen van hem geweest. Zo snel als zijn muzikale loopbaan vooruitsnelde, zo snel was het ook afgelopen. In 1906 kreeg hij een zenuwinzinking, die hij niet meer te boven kwam. In 1909 overleed hij aan een hartinfarct.
- Bibsys: 90176708
- MusicBrainz: f6b99396-2108-4203-9968-1adbd256b48c
- Virtual International Authority File: 274800574